# Stadion Panathinaiko
Het Stadion Panathinaiko (Grieks: Παναθηναϊκό Στάδιο) (ook genoemd Kallimarmaro (Grieks: Καλλιμάρμαρο), 'uit mooi marmer') in Athene is het Olympisch stadion van de eerste moderne Olympische Spelen in 1896. Het stadion ligt in het hart van Athene. Het huidige stadion is een reconstructie uit 1869 van het klassieke stadion gebouwd in het jaar 144 in opdracht van de Romeinse senator Herodes Atticus. Het is het enige stadion dat geheel uit marmer bestaat. 

## Bouw en geschiedenis
Het huidige stadion is gebouwd op de fundamenten van het stadion uit 330 v.Chr. op dezelfde plaats. In dat historische stadion werden de Panatheense Spelen gehouden, een lokale, Atheense variant van de grotere Olympische Spelen. Een nieuw stadion, volledig in marmer opgetrokken, werd in het jaar 144 in opdracht van de Romeinse senator Herodes Atticus gebouwd, en had uiteindelijk een capaciteit van 50.000 toeschouwers. Belangrijk onderdeel van deze spelen waren de hardloopwedstrijden. De afstand werd uitgedrukt in stadie, zijnde 600 (Griekse) voet. Eén stadie is daarmee circa 192 m.
Het stadion is in 1895 herbouwd, door architecten Anastasios Metaxas (1862 - 1937) en Ernst Ziller, voor de eerste moderne Olympische Spelen in 1896. De kosten van het marmer (van de berg Penteli) werden betaald door de magnaat Yioryios Averof, die nu dan ook een - marmeren - standbeeld heeft bij het stadion. Het huidige stadion heeft plaats voor 80.000 toeschouwers.
De vorm van de atletiekbaan is bijzonder, en valt buiten de huidige standaard voor een 400-meterbaan. De lengte van het middenterrein is 235 meter, en de breedte is slechts enkele tientallen meters. De baan heeft daardoor de vorm van een haarspeld.

## Gebruik
Door de langwerpige, smalle plattegrond is het stadion ongeschikt voor IAAF-atletiekwedstrijden, en al helemaal voor voetbalwedstrijden: de gelijknamige voetbalclub Panathinaikos FC speelt samen met AEK Athene in het moderne Olympisch Stadion Spyridon Louis. Maar enkele evenementen kunnen hier wel plaatsvinden. Zo was dit de finishplaats voor de marathon van het EK Atletiek in 1983, gewonnen door de Nederlander Gerard Nijboer. De opening van de WK Atletiek 1997 vond hier plaats, en in de zomer van 2004 werd het Grieks voetbalelftal hier ontvangen, nadat ze kampioen werden op het EK voetbal in Portugal.
Natuurlijk werd het stadion betrokken bij de Olympische Spelen van Athene in 2004. In het Panathinaiko vond het boogschieten plaats (4000 toeschouwers), en hier was de finishlijn van de vrouwen- en mannenmarathon (35.000 toeschouwers).
Het Panathinaiko-stadion is tegenwoordig een van de bezienswaardigheden van Athene, een modern monument naast de vele unieke erfenissen uit de antieke tijd.